# Physaria hemiphysaria
Physaria hemiphysaria är en korsblommig växtart som först beskrevs av Bassett Maguire, och fick sitt nu gällande namn av O'kane och Al-shehbaz. Physaria hemiphysaria ingår i släktet Physaria och familjen korsblommiga växter.

## Underarter
Arten delas in i följande underarter:
- P. h. hemiphysaria
- P. h. lucens